# Tatianovski
Tatianovski (en rus: Татьяновский) és un poble de l'óblast d'Omsk, a Rússia, que en el cens del 2010 tenia 11 habitants. Pertany al districte rural de Mariànovka.